# 疏花唇柱苣苔
疏花唇柱苣苔（学名：Chirita laxiflora）为苦苣苔科唇柱苣苔属下的一个种。

## 扩展阅读
維基物種上的相關：疏花唇柱苣苔